# Hällaryds församling
Hällaryds församling var en församling i Karlshamn-Trensums pastorat i  Lunds stift och Karlshamns kommun. Församlingen uppgick 2021 i Karlshamns församling.
Församlingskyrkan är Hällaryds kyrka i Hällaryd.

## Administrativ historik
Församlingen har medeltida ursprung med en kyrka från 1200-talet.
Församlingen var moderförsamling i pastorat med Åryds församling fram till 1937 och från 1962 till 2014, för att i perioden dessemellan varit ett eget pastorat.
Från 2014 till 2021 ingick församlingen i Karlshamn-Trensums pastorat. Församlingen uppgick 2021 i Karlshamns församling.

## Series pastorum
| Ämbetstid | Namn                         | Levnadsår            | Övrigt |
| --------- | ---------------------------- | -------------------- | ------ |
|           | Mats Jörgensen Kock          | 1616-1677            |        |
| 1863-?    | Magnus Holm                  | 1806-försvunnen 1864 |        |
| 1868-1903 | Anders Christian Victor Roos | 1824-1903            |        |
| 1904-1928 | Hjalmar Gideon Lundblad      | 1867-1928            | LVO    |
| 1929-1947 | Axel Einar Lindskoug         | 1897-1971            |        |
| 1947-1968 | Erik Sigfrid Wärsiö          | 1907-1968            | LNO    |
| 1968-1977 | Leif Per Erik Bergström      | 1910-1989            | LNO    |

## Kantor
- 1813-1836 Nils Blomquist (1777-1836)
- 1838-1872 Olof Hellström (1804-1872)
- 1874-1882 Carl Johan Johansson (1843-)
- 1882-1921 Claes Edvard Johansson (1860-1921)